# 요시다 겐코

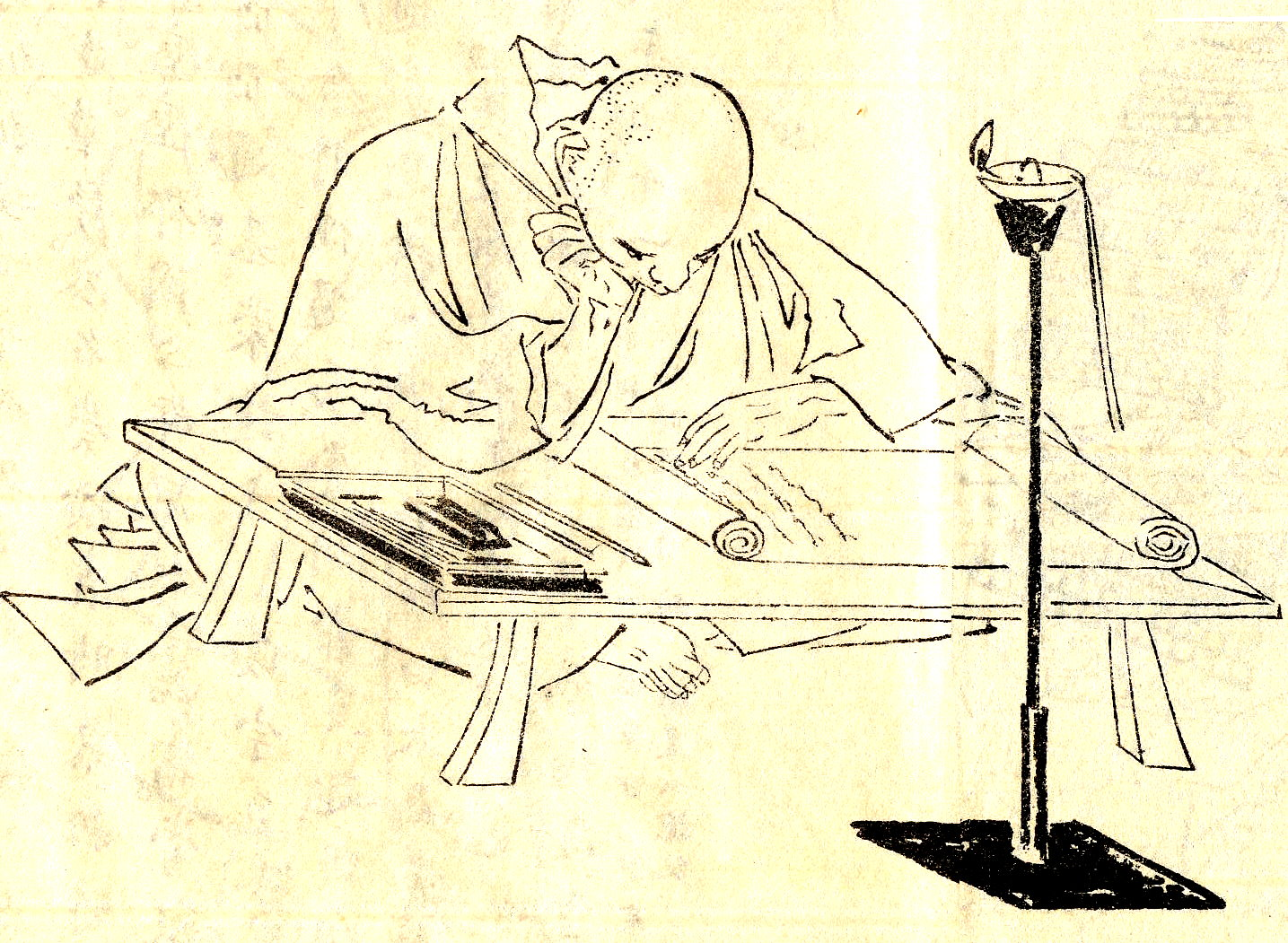
요시다 겐코

요시다 겐코(일본어: 吉田兼好 요시다 켄코[*], 1283년 ~ 1352년)는 가마쿠라 시대 말기부터 난보쿠초 시대의 관리이자 와카(和歌) 작가, 수필가이다. 본명은 우라베노 가네요시(卜部兼好). 쓰레즈레구사(徒然草)의 작가로 유명하다.